# Доминик Джокер
Александр Александрович Бреславский (род. 19 июля 1980, Одесса), более известный под псевдонимами Доминик Джокер и MC Апельсин — украинский и российский певец, телеведущий и продюсер.

## Биография
Александр Бреславский — бывший солист и композитор популярной в конце 90-х группы 2+2 (MC Апельсин), бывший солист группы «Банда», участник телепроекта «Фабрика звёзд», солист и автор песен созданной на телепроекте группы «Банда». Он также пишет песни для других представителей российской эстрады, среди них «Отпетые мошенники», «Сливки», Саша, Никита Малинин, Влад Топалов и другие. При этом Александр нередко сам выступает одним из солистов при записи и последующем исполнении этих песен.

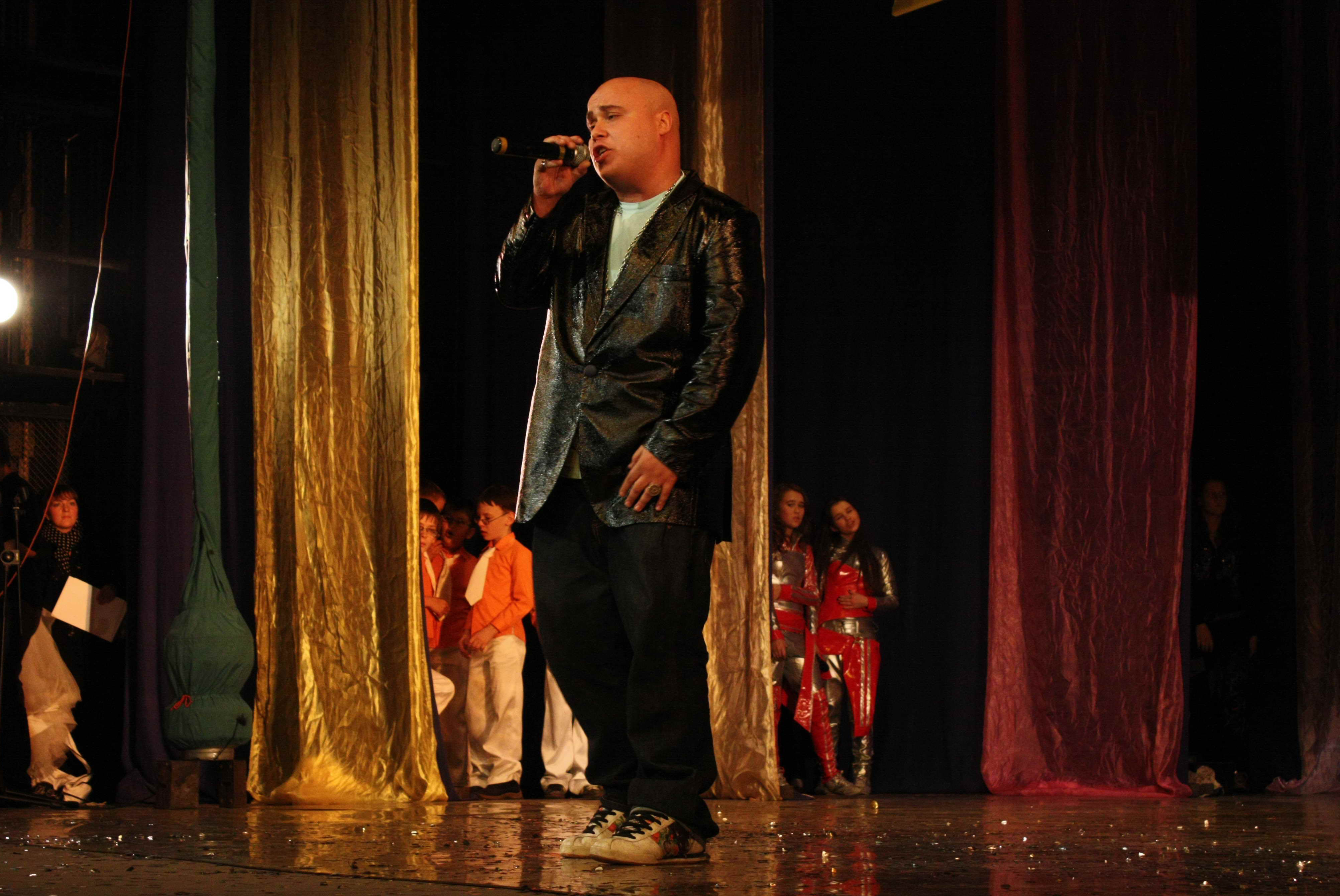
Доминик Джокер в 2009 году

После распада группы «Банда» Доминик Джокер начал сольную карьеру, а также некоторое время занимался продюсированием других музыкальных проектов, являлся саунд-продюсером телевизионного шоу «Ты — суперстар» на НТВ. В 2009 выходит альбом «Реальные люди». В 2011 году — участник телепроекта «Фабрика звёзд. Возвращение». Также в 2011 году вышел фильм «Бой с тенью 3D: Последний раунд», в котором Доминик появился в роли Надежда Дреко.

## Личная жизнь
В 2006 году Доминик женился. В этом браке родились двое детей. В 2015 году брак распался.
На шоу «Битва хоров» познакомился с певицей из Барнаула Екатериной Кокориной, участницей вышеназванного шоу, где Доминик был наставником её команды. Свадьба состоялась 26 февраля 2019 года.

## Творчество

### Дискография
| №   | Название                                                    | Длительность |
| --- | ----------------------------------------------------------- | ------------ |
| 1.  | «Бомба бит» (orig edit)                                     | 3:25         |
| 2.  | «Каждый мой выдох и вдох» (при участии Lil' Archi)          | 3:51         |
| 3.  | «Брошенный Богом»                                           | 3:58         |
| 4.  | «Боль это боль»                                             | 4:28         |
| 5.  | «Клубная зона» (совместно с ВИА «Сливки»)                   | 4:11         |
| 6.  | «Мама-Москва» (совместно с Дакота)                          | 3:10         |
| 7.  | «La Puta» (при участии Олега Газманова)                     | 3:05         |
| 8.  | «Мир, придуманный мной» (совместно с Настей Кочетковой)     | 3:41         |
| 9.  | «Мисс» (совместно с Lil' Archi)                             | 4:17         |
| 10. | «Вибрации» (при участии Lil' Archi)                         | 3:40         |
| 11. | «Реальные люди»                                             | 3:42         |
| 12. | «Jocker-Party» (при участии Насти Кочетковой, Garage.Raver) | 3:40         |
| 13. | «Не вернуться»                                              | 3:06         |
| 14. | «Откуда ты такая»                                           | 3:28         |
| 15. | «Простые вещи»                                              | 3:52         |
| 16. | «Бомба бит» (RnDance edit)                                  | 3:05         |
| 17. | «Мой мир» (совместно с NG)                                  | 3:20         |
| 18. | «Шок» (совместно с An-Ya)                                   | 3:40         |
| 19. | «Мой брат» (совместно с Тимати, Настей Кочетковой)          | 4:13         |
| 20. | «Если это любовь» (при участии Республика Kids)             | 4:16         |

| №   | Название                                        | Длительность |
| --- | ----------------------------------------------- | ------------ |
| 1.  | «Солнце взойдёт»                                | 3:04         |
| 2.  | «Буду я любить»                                 | 3:47         |
| 3.  | «Если ты со мной»                               | 3:43         |
| 4.  | «Небо напрокат» (feat. Сацура)                  | 4:04         |
| 5.  | «Прощай (REMIX by Paul Vine)»                   | 3:04         |
| 6.  | «Это ты»                                        | 3:49         |
| 7.  | «Дышу тобой»                                    | 3:31         |
| 8.  | «Захочешь» (feat. RAF & Killa Voice)            | 2:56         |
| 9.  | «Дежавю»                                        | 3:41         |
| 10. | «Не со мной» (feat. Джиган)                     | 3:20         |
| 11. | «Лишь небо знает»                               | 3:19         |
| 12. | «Спи, моя любовь» (feat. Samoel)                | 3:27         |
| 13. | «Amaretto»                                      | 3:34         |
| 14. | «Такая одна»                                    | 3:41         |
| 15. | «Я люблю тебя, мама»                            | 3:56         |
| 16. | «Следом за тобой»                               | 3:48         |
| 17. | «Захочешь (REMIX by Paul Vine)»                 | 4:30         |
| 18. | «Прощай»                                        | 3:29         |
| 19. | «Дышу тобой (DANCE MIX by Michael Yousher)»     | 3:18         |
| 20. | «Лишь небо знает (REMIX by Moscow Club Bangaz)» | 3:35         |
| 21. | «Это ты (ELECTRO VERSION)»                      | 3:47         |
| 22. | «Если ты со мной (REMIX by Paul Vine)»          | 3:08         |

В составе группы «2+2»
| №   | Название          | Длительность |
| --- | ----------------- | ------------ |
| 1.  | «Шум дождя»       | 4:48         |
| 2.  | «Не прощай»       | 3:07         |
| 3.  | «Только ты»       | 3:52         |
| 4.  | «Хей! Хоу!»       | 5:36         |
| 5.  | «Попрыгунья»      | 3:53         |
| 6.  | «Стоп, ди-джей»   | 3:47         |
| 7.  | «Ты же знаешь»    | 2:48         |
| 8.  | «Солнца свет»     | 4:05         |
| 9.  | «Приходит зима»   | 4:33         |
| 10. | «Когда-нибудь»    | 4:35         |
| 11. | «Южная красавица» | 4:43         |
| 12. | «Время любить»    | 4:14         |

| №   | Название                           | Длительность |
| --- | ---------------------------------- | ------------ |
| 1.  | «Раз, два, три...»                 | 4:11         |
| 2.  | «Гюльчинара»                       | 3:39         |
| 3.  | «Опустевший бульвар»               | 4:54         |
| 4.  | «Всё напоминает»                   | 3:28         |
| 5.  | «Девочка моей мечты»               | 3:04         |
| 6.  | «Мандалина»                        | 3:53         |
| 7.  | «До рассвета (школьный выпускной)» | 3:35         |
| 8.  | «Неверная любовь»                  | 3:47         |
| 9.  | «Не улетай»                        | 4:19         |
| 10. | «Человек-понты»                    | 3:48         |
| 11. | «Раз, два, три (Remix)»            | 4:40         |
| 12. | «Раз, два, три (минусовка)»        | 4:40         |
| 13. | «Гюльчинара (минусовка)»           | 3:06         |
| 14. | «Опустевший бульвар (минусовка)»   | 4:54         |

В составе группы «Банда»
| №   | Название                       | Длительность |
| --- | ------------------------------ | ------------ |
| 1.  | «Интро»                        | 1:29         |
| 2.  | «Банда»                        | 4:12         |
| 3.  | «Бэби»                         | 4:01         |
| 4.  | «Ты для меня одна»             | 3:50         |
| 5.  | «Плачут небеса»                | 4:09         |
| 6.  | «Интерлюдия №1»                | 0:25         |
| 7.  | «Рим, Париж»                   | 4:50         |
| 8.  | «Мне нужен ты один»            | 4:22         |
| 9.  | «Ромео и Джульетта»            | 3:43         |
| 10. | «Интерлюдия Мама»              | 0:31         |
| 11. | «Мама, я люблю тебя»           | 3:39         |
| 12. | «Автоответчик Банды»           | 4:54         |
| 13. | «Не любишь»                    | 3:34         |
| 14. | «Интерлюдия №2»                | 0:50         |
| 15. | «Моё сердце любить не устанет» | 0:35         |
| 16. | «Ты нужна мне»                 | 4:05         |
| 17. | «Как жаль»                     | 3:23         |
| 18. | «Против фонограммы»            | 4:12         |
| 19. | «О, Боже»                      | 4:09         |
| 20. | «Новые люди»                   | 3:37         |

### 2000-е годы
- 2006 — Клубная зона (feat. ВИА «Сливки»)
- 2007 — Раскаты
- 2008 — Брошенный Богом
- 2008 — Бомба бит
- 2008 — Колледж (feat. Отпетые Мошенники)
- 2009 — Бомба бит (Dance Remix)

### 2010-е годы
- 2010 — Мисс (feat. Lil' Archi)
- 2011 — Захочешь (feat. Raf & Killa Voice)
- 2011 — Если ты со мной
- 2011 — Если ты со мной (Paul Vine Remix)
- 2012 — Борисполь-Шереметьево (feat. Вадим Казаченко)
- 2012 — Прощай
- 2012 — Прощай (Paul Vine Remix)
- 2013 — Простые вещи
- 2013 — Дышу тобой
- 2013 — Дышу тобой (Remix)
- 2014 — Лишь небо знает
- 2015 — Лишь небо знает (Remix)
- 2015 — Такая одна
- 2015 — Такая одна (Paul Vine Remix)
- 2016 — Знаешь (feat. Катя Кокорина)
- 2016 — Где ты был (feat. Любовь Успенская)
- 2016 — Укради любовь (feat. EDGAR)[1]
- 2017 — Напополам
- 2018 — Между Нами Химия
- 2018 — Новый день и Новый год (feat. Катя Кокорина)
- 2019 — Бесконечность (feat. Катя Кокорина)
- 2019 — Ненормальные
- 2019 — Не повторим

### 2020-е годы
- 2020 — Улетаю (feat. Нодар Ревия)
- 2020 — Тайна моя
- 2020 — Карантин (feat. Катя Кокорина & Zvika Brand)
- 2020 — Не любишь (Tribute Ратмир Шишков) (feat. Мот)
- 2021 — За тебя
- 2021 — Пьян тобой
- 2022 — Если нет тебя
- 2022 — Fiesta (feat. Slava Bodolika)
- 2022 — На паузе лето

### 2000-е годы
- 2005 — Мой Бог (feat. Саша)
- 2006 — Клубная зона (feat. ВИА Сливки)
- 2007 — Ты не нашёл ответ (feat. Sitora)
- 2007 — Заморочки (feat. ВИА Сливки)
- 2007 — Небо № 7 (feat. Влад Топалов)
- 2007 — Брошенный Богом
- 2008 — Забудь (feat. Хатуна)
- 2008 — Колледж (feat. Отпетые Мошенники)
- 2008 — Мой мир (feat. LIL' ARCHI)
- 2008 — Ромео и Джульетта (feat. Электра)
- 2009 — Если это любовь (feat. Республика KiDS)
- 2009 — Бомба бит

### 2010-е годы
- 2010 — Мисс (feat. LIL' ARCHI)
- 2010 — Москва (feat. Жан Григорьев-Милимеров & Анна Рин)
- 2011 — Захочешь (feat. Raf & Killa Voice)
- 2011 — Реальные люди
- 2011 — Если ты со мной (Remix by Paul Vine)
- 2011 — Если ты со мной
- 2012 — Прощай
- 2013 — Простые вещи (USA Trip)
- 2014 — Дышу тобой
- 2014 — Лишь небо знает
- 2015 — Такая одна
- 2016 — Знаешь (feat. Катя Кокорина)
- 2018 — Между Нами Химия
- 2018 — Новый день и Новый год (feat. Катя Кокорина)
- 2019 — Бесконечность (feat. Катя Кокорина)

### 2020-е годы
- 2020 — Карантин (feat. Катя Кокорина & Zvika Brand)
- 2021 — За тебя
- 2024 — Плачут небеса (feat. Егор Крид & OG Buda при уч. Доминика Джокера)
- 2024 — Малиновые сны (feat. Егор Шип, Samoel)

#### Видеоклипы в составе группы 2+2
- 1998 — Шум дождя
- 1999 — Только ты
- 1999 — Гюльчинара
- 2001 — Раз, два, три
- 2001 — Опустевший бульвар

#### Видеоклипы в составе группы Банда
- 2004 — Плачут небеса
- 2005 — Новые Люди
- 2005 — Допинг

## Награды и премии
- 1998 — Национальная музыкальная премия «Золотой граммофон» в составе группы «2+2» за песню «Шум дождя»
- 2004 — Диплом лауреата телефестиваля «Песня Года»[2]
- 2005 — Диплом лауреата телефестиваля «Песня Года»[2]
- 2006 — Диплом лауреата телефестиваля «Песня Года»[2]
- 2007 — Диплом лауреата телефестиваля «Песня Года»[2]
- 2009 — Медаль Международного Благотворительного Фонда «Меценаты столетия»
- 2011 — Диплом лауреата телефестиваля «Песня Года»[2]
- 2012 — Национальная музыкальная премия «Золотой граммофон» за песню «Если Ты Со Мной»[2]
- 2012 — Диплом программы «Красная звезда» за песню «Если Ты Со Мной»[2]
- 2013 — Top Hit Music Awards, Победитель в номинации — Радиовзлёт 2012!
- 2015 — Диплом лауреата телефестиваля «Песня Года»[2]
- 2016 — Диплом лауреата телефестиваля «Песня Года»[2]

## Фильмография
- 2011 — Бой с тенью 3D: Последний раунд — в роли самого себя (один из зрителей на боксёрском матче)
- 2012 — Без башни — ведущий
- 2013 — Универ. Новая общага — в роли самого себя
- 2016 — Крыша Мира — в роли самого себя (певец на крыше)

## ТВ
- 2018 — Звезды под гипнозом
- 2020 — Что было дальше?
- 2021 — Точь-в-точь
- 2022 — Аватар
- 2023 — Дуэты